# Fagales
Le Fagali (Fagales Engler, 1892) sono un ordine di angiosperme eudicotiledoni classificate nel clade Eurosidi I. A questo ordine appartengono molti tra gli alberi più noti quali ad esempio i faggi (Fagus), le querce (Quercus), il castagno (Castanea), il noce (Juglans) e la betulla (Betula).
Le Fagali sono tutte piante legnose, con fiori a impollinazione anemofila. I fiori sono generalmente poco appariscenti e riuniti in infiorescenze unisessuali.

## Tassonomia
La classificazione APG IV classifica l'ordine Fagales all'interno del clade Eurosidi I e riconosce in esso sette famiglie:
- Nothofagaceae Kuprian.
- Fagaceae Dumort.
- Myricaceae Rich. ex Kunth
- Juglandaceae DC. ex Perleb
- Casuarinaceae R.Br.
- Ticodendraceae Gómez-Laur. & L.D.Gómez
- Betulaceae Gray

Nell'originaria definizione data da Adolf Engler (1892), l'ordine Fagales comprendeva solo due famiglie: Betulaceae e Fagaceae. Il numero di famiglie fu portato a quattro con la costituzione della famiglia Corylaceae comprendente alcune specie incluse precedentemente nelle Betulaceae e con l'aggiunta della piccola famiglia delle Ticodendraceae, con una sola specie propria dell'America Centrale. Le Corylaceae sono in seguito riportate dentro le Betulaceae, come sottofamiglia, mentre un gruppo di specie viene staccato dalle Fagaceae per formare le Nothofagaceae.
Il sistema Cronquist classificava Fagales all'interno della sottoclasse Hamamelidae e riconosceva in esso cinque famiglie: Balanopaceae, Ticodendraceae, Fagaceae, Nothofagaceae e Betulaceae.
Sin dalla classificazione APG del 1998, l'ordine Fagales è stato ampliato fino a comprendere otto famiglie: alle Betulacee, alle Fagacee, alle Nothofagacee e alle Ticodendracee sono state aggiunte le famiglie delle Juglandaceae, delle Casuarinaceae, delle Myricaceae, nonché la piccola famiglia delle Rhoipteleaceae, con una sola specie dell'Asia orientale. Quest'ultima famiglia è stata inclusa all'interno di Juglandaceae sin dalla classificazione APG III del 2009. La famiglia Balanopaceae è invece riclassificata all'interno dell'ordine Malpighiales.